# Jens Byskov
Jens Byskov f. Futtrup (1. juni 1867 i Nørre Nissum – 3. juli 1955 i Charlottenlund) var en dansk politiker og minister.
Hans efternavn (som er lokalitet i Nørre Nissum) var oprindeligt Futtrup (ændret 1905).
Han kom af en vestjysk husmandsfamilie, faderen var Anders Olesen Futtrup og moderen Ellen Nygaard. Som barn fik han sin akillessene hugget over af en le, hvilket betød, at han siden haltede ret kraftigt. Det var uden tvivl en del af baggrunden for, at han blev lærer.
Han tog lærereksamen 1887 og blev fra 1896 forstander og 1903 ejer af Gedved Seminarium frem til 1934.
Han var frem til 1926 ikke partipolitisk aktiv, men kendt som skribent og foredragsholder, bl.a. for et skrift fra 1924 om "En ærlig Krone", hvor han argumenterede for, at kronen skulle føres tilbage til sin gamle guldværdi.
I Ministeriet Madsen-Mygdal 1926-1929 var han undervisningsminister og bl.a. ansvarlig for den store tilbygning til Nationalmuseet.